# Love in This Club
Love in This Club è un brano R&B del cantante statunitense Usher. La canzone è stata pubblicata come primo singolo dell'album del 2008 Here I Stand e vede la partecipazione del rapper Young Jeezy, e la produzione di Polow da Don.
La canzone è stata pubblicata il 26 febbraio 2008 per il download digitale ed il 2 maggio come singolo fisico. Gia al suo debutto come release digitale, il singolo è giunto alla vetta della classifica Billboard Hot 100.

## Remix
Sono stati pubblicati due remix ufficiali del brano. Il primo vede la partecipazione di T.I. in aggiunta a Young Jeezy. Il secondo remix, conosciuto come Part 2, figura la partecipazione di Beyoncé e Lil Wayne, ed un ritmo più lento.

## Video musicale
Il video musicale è stato pubblicato il 7 aprile 2008 e figura i cameo di Keri Hilson nel ruolo della ragazza di Usher, di Sean Combs, Rick Ross, One Chance, Robin Thicke, Nelly e Kanye West. Nel ruolo del DJ invece c'è il produttore del brano Polow da Don. Il video comincia con Usher che si risveglia all'interno di un club vuoto, salvo che per una ragazza. Il video continua con Usher che fugge dalle "tentazioni" di alcune affascinanti ragazze, mentre contemporaneamente cerca di uscire dal club. Alla fine del video Usher riesce ad uscire dal locale, ma una volta fuori si rende conto che il locale è completamente bruciato. Il video comprende una lunga sequenza di danza che non fa parte della versione del brano inclusa nell'album.

## Tracce
CD-Single
1. Love In This Club (Main Version) – 4:23
2. Love In This Club (Instrumental) – 4:23

CD-Maxi
1. Love In This Club (Main Version) – 4:23
2. Love In This Club (Instrumental) – 4:23
3. Love In This Club (Reavers Remix) – 4:21
4. Love In This Club (Stonebridge Remix) – 9:03
5. Love In This Club – 6:08

## Classifiche
| Classifica (2008)                    | Massima posizione |
| ------------------------------------ | ----------------- |
| Australia                            | 8                 |
| Austria                              | 12                |
| Belgio                               | 5                 |
| Bulgaria                             | 6                 |
| Portogallo                           | 39                |
| Canada                               | 6                 |
| Croazia                              | 1                 |
| Danimarca                            | 16                |
| Eurochart Hot 100                    | 3                 |
| Finlandia                            | 18                |
| Germania Singles Chart               | 5                 |
| Irlanda                              | 3                 |
| Nuova Zelanda                        | 1                 |
| Norvegia                             | 10                |
| Svezia                               | 8                 |
| Svizzera                             | 9                 |
| Turchia                              | 4                 |
| UK                                   | 4                 |
| U.S. Billboard Hot 100               | 1                 |
| U.S. Billboard Hot R&B/Hip-Hop Songs | 1                 |
| U.S. Billboard Rhythmic Top 40       | 1                 |
| U.S. Billboard Hot Digital Songs     | 1                 |
| U.S. Billboard Top 40 Mainstream     | 2                 |
| U.S. Billboard Pop 100               | 4                 |